# 393e division de fusiliers (2e formation)
Pour les articles homonymes, voir 393e division.
La 393e division de fusiliers (russe : 393-я стрелковая дивизия) est une division d'infanterie de l'Armée rouge, créée pendant la Seconde Guerre mondiale.
La division est formée au sein le front d'Extrême-Orient à la fin de 1944, dans le cadre de la préparation de l'invasion soviétique de la Mandchourie. La nouvelle division combat dans la partie nord de la péninsule coréenne et reçoit l'ordre du Drapeau rouge en récompense de ses actions dans l'offensive. Elle continue d'exister quelques années après guerre.

## Historique
Une première division est créée en octobre 1941 et disparait en mai 1942 dans la seconde bataille de Kharkov. Une nouvelle 393e est formée le 22 novembre 1944, au sein de la 25e armée du front d'Extrême-Orient. Elle est mise sur pied à partir des 175e et 1407e régiments indépendants de fusiliers. Son ordre de bataille est le suivant :
- 505e régiment de fusiliers
- 541e régiment de fusiliers
- 621e régiment de fusiliers
- 519e régiment d'artillerie
- 463e bataillon de canons automoteurs
- 438e bataillon antichar
- 144e compagnie de reconnaissance
- 251e bataillon de sapeurs
- 1037e compagnie de transmissions
- 351e bataillon médical/sanitaire
- 276e compagnie de protection chimique (Anti-gaz)
- 623e compagnie de transport automobile
- 588e boulangerie de campagne
- 462e hôpital vétérinaire divisionnaire
- 3151e succursale postale de campagne
- 2006e bureau extérieur de la Banque d'État

Col. Filipp Anisimovich Isakov est nommé commandant le jour de la formation de la division et reste aux commandes pendant toute la durée de la guerre. Pendant la majeure partie de 1945, la division est affectée au 88e corps de fusiliers,.

### Invasion de la Mandchourie
Lorsque l'offensive contre les Japonais est lancée le 9 août, la 393e est une division indépendante située sur le flanc extrême sud de la 25e armée, qui fait désormais partie du 1er front d'Extrême-Orient. Ce jour-là, les 108e et 113e régions fortifiées capturent les positions japonaises de l'autre côté des rivières Hunchun (en) et Tumen, assurant ainsi une tête de pont sur le Tumen à Kyonghung, au nord de l'ancien champ de bataille de 1938 au lac Khassan. Le 11, la division, moins le 541e régiment de fusiliers, arrive en renfort de la 113e région fortifiée et combat le long de la côte nord-est de la Corée. Tôt le lendemain matin, la 393e division mène une attaque motorisée au sud de Chonghak depuis les lignes de la 113e région, contre le 101e régiment d'infanterie indépendant japonais qui se retire vers l'ouest. Quelques heures plus tard, à 9 heures, le détachement avancé de la division aide une force opérationnelle navale à sécuriser le port d'Unggi. Elle y laisse un bataillon en garnison et continue jusqu'au port de Najin (en), qu'elle occupe le 14 août. Les opérations actives en Corée prennent fin deux jours plus tard alors que la division sécurise un col de montagne à 12 km au nord de Chongjin avant d'avancer dans la ville à 15 heures, rejoignant la 355e division de fusiliers qui y avait débarqué par voie maritime.
Le 23 août, la 393e est officiellement distinguée pour son rôle dans la prise de Nanam (en), Najin, Unggi et Chongjin. Le 19 septembre, la division a été en outre récompensée pour son action dans la campagne avec l'attribution de l'ordre du Drapeau rouge.

### Après-guerre
Après la guerre, la 393e division continue de faire partie du 88e corps de la 25e armée, maintenant rattachée au district militaire du Primorié (en) mais stationnée en Corée.
Le 88e corps est dissous en 1946 et quasiment toutes les divisions de la 25e armée sont dissoutes en 1948 lorsque les Soviétiques quittent la Corée du Nord.